# Križevačka županija
Križevačka županija (povijesni naziv: Comitatus Crisiensis) osnovana je 1102. i u srednjem vijeku, bila je najveća hrvatska županija. Središte je bilo u Križevcima (1102. – 1850.), u kojima se dogodio i Krvavi sabor križevački 1397. Godine 1850. ujedinjena je s Bjelovarskom u Bjelovarsko-križevačku županiju.

## Povijest
Križevačka županija, odnosno križevački župan, spominje se prvi put u ispravi Bele III. iz 1193. godine. Srednjovjekovna Križevačka županija bila je najveća hrvatska županija. 
Na istoku se prostirala u Slavoniju, do Orahovice i Donjeg Miholjca. U križevačkom Donjem gradu, koji je u kasnome srednjem vijeku bio mjesto okupljanja sabora slavonskih staleža te stalno boravište bana i župana, bio je 1397. održan čuveni sabor, koji je Ivan Thuroczy nazvao »krvavi sabor križevački«, a na kojem je kralj Žigmund Luksemburški dao smaknuti svoje protivnike – hrvatskog velikaša Stjepana Lackovića i njegove pristaše koji su pristali uz protukralja Ladislava Napuljskoga. Isti je kralj 1405. Donjemu gradu dao povlasticu slobodnoga kraljevskoga grada, što je potaknulo njegov trgovački i obrtnički razvoj. 
Tijekom osmanlijskih osvajanja, veći je dio županije bio osvojen, tako da se županija prostirala na uskom prostoru između Vrbovca i Rakovca na jugozapadu, pa do Legrada na sjeveru, pri čemu je rijeka Plitvica činila granicu s Varaždinskom županijom. Sâm grad Križevci nalazio se na granici između županije i Slavonske Vojne krajine. 
Nakon oslobođenja od osmanlijske vlasti tijekom 16. i 17. stoljeća samo je manji dio teritorija pripao Križevačkoj županiji, i to prostor oko Kutine. Križevačka je županija, nakon što je njezin veći dio potpao pod osmanlijsku vlast, imala zajedničku upravu sa Zagrebačkom županijom. Križevačka županija dobiva samostalnu županijsku upravu 1756. godine. Godine 1785. Josip II. ukida županije i uvodi okružja, a teritorij Križevačke županije potpada pod zagrebačko okružje. Okružje je bilo podređeno Ugarskom namjesničkom vijeću. Skupština se nije sastajala, već su se sastajala vijeća. Veliki župan, kojeg je birao kralj, bio je podređen kraljevom povjereniku i provodio je kraljeve naredbe. Podžupana je imenovao predsjednik okružja. Nakon smrti Josipa II. 1790. godine, dolazi do obnove županija i njihovog rada prema njihovom ustrojstvu od polovice 18. stoljeća. Godine 1850. županija je ujedinjena s Bjelovarskom u Bjelovarsko-križevačku županiju.

## Uprava
Veliki župan je bio nadležan u ime kralja upravljati svim upravnim, sudskim i vojnim poslovima neposredno ili posredno preko podžupana. Predsjedavao je velikim i malim županijskim skupštinama, sudskim vijećanjima u županiji i predstavljao županiju u Saboru. Upravni poslovi su prvenstveno obuhvaćali ubiranje kontribucije i drugih daća, briga za ubiranje desetine i pitanje selenja kmetova, reguliranje mitnica, carinarnica, cesta, mostova, taksiranje živežnih namirnica i dr. Pravosudni poslovi bili su rješavani pred Županijskim sudbenim stolom (Sedes iudicaria ili sedria) koji je bio sud prvog stupnja, a sudio je u građanskim parnicama (dugovi, dioba i nasljedstvo dobara, reambulacija međa, urbarska prava na temelju desetine) i kaznenim procesima (nasilje nad imovinom i imovinskim pravima). Kao prizivni sud rješavao je žalbe protiv presuda podžupanâ i plemićkih vlastelinskih sudaca. 
Prizivni sud za odluke Sudbenog stola bio je Banski stol. Reformom sudstva 1723. postaje prvenstveno prizivni i kazneni sud. Vojni poslovi županije uglavnom su se odnosili na pitanje pučkog ustanka. Od 1761. godine ojačala je uprava županijske samouprave tako da je u upravne poslove županije spadalo, osim prije navedenih poslova, ubiranje kontribucije i drugih daća, briga za normalno odvijanje ubiranja desetine i pitanje seljenja kmetova, reguliranje mitnica, carinarnica, puteva, mostova, težina i mjera, taksiranje najvažnijih živežnih namirnica, reguliranje nadnica te najamnog odnosa uopće. Vojni i pravosudni poslovi su ostali nepromijenjeni. 
U kratkom razdoblju, za trajanja reformi Josipa II. (1785. – 1790.), županija postaje najniža teritorijalna upravna jedinica čiji su članovi uprave samo izvršni organi podređeni okružnim predstojnicima. Dokinućem reformi Josipa II. uslijedio je povratak županijâ. Ustroj i funkcije županijâ izmijenjene su novom upravnom organizacijom Hrvatske i Slavonije od 12. lipnja 1850. godine. Županijski sudbeni stol djelovao je kao prizivni sud na presude podžupana, plemićkih sudaca i vlastelinskih sudova. Sudio je u građanskim parnicama (sporovi likvidnih dugova), diobama i nasljednosti dobara, reambulaciji međa i urbarskim pravima na temelju desetine. Nakon reforme sudstva 1723. postaje apelaciono i kazneno sudište. Tijekom postojanja zajedničke uprave za Zagrebačku i Križevačku županiju, djelovao je zajednički županijski sud sa sjedištem u Zagrebu (u izvorima nazivan: Sedes Iudiciaria Incytorum Comitatuum Zagrabiensis et Crisiensis sive Tabula Vicebanalis).

### Tijela
Na čelu županije nalazio se veliki župan (comes supremus) kao glavar županije, koji je u ime kralja, upravljao svim upravnim, sudskim i vojnim poslovima neposredno ili posredno preko podžupanâ. On je predstavljao županiju u Hrvatskom saboru te predsjedavao županijskim skupštinama i sudskim vijećima u županiji. Njega je do 1715. birao ban, od tada kralj. To je pravo kralj prvi put iskoristio 1729. godine. Ostala županijska uprava bila je birana na izbornim skupštinama (restauratio) svake treće godine. 
Velikog župana zamjenjivala su dvojica podžupana: redovni požupan (vicecomes ordinarius) za upravne poslove te čuvar pečata županije i podžupan-zamjenik (vicecomes substitutus) za županijske i sudske poslove. Ostalu županijsku upravu činili su bilježnici (notarius), koji su čitali spise na skupštinama i sastavljali zapisnike županijskih sjednica. Postojao je redovni (veliki) bilježnik (notarius ordinarius) čiji se zamjenik nazivao podbilježnikom (vicenotarius). U upravu su još ulazili plemićki suci (judices nobilium) i podsuci (vicejudices nobilium) čiji je broj ovisio o broju županijskih kotara (objavljivali su naredbe općinama i izricali presude); prisjednici županijskog sudbenog stola (assesores); fiskal (advocatus); blagajnik (camerarius); arhivist (archivarius); liječnik (medicus), ranarnik (chirurgus); mjernik (geometra). 
Središte županijske djelatnosti bile su županijske skupštine (congregatio nobilium): Velika ili Opća (congregatio generalis) i Mala (congregatio particularis). Velike su se skupštine održavale četiri puta godišnje, a u njihovom radu su sudjelovali, osim županijske uprave, prelati, velikaši, plemići te predstavnici slob. kralj. gradova ili trgovišta. Na njima se raspravljalo o svim poslovima koji su ulazili u županijsku nadležnost (proglašavali su se zakoni i vladine naredbe, rješavali porezni poslovi, određivalo novačenje, opskrba vojski, obavljali izbori raznih povjerenstava, određivale parnice protiv plemića, proglašavale plemićke isprave, rješavale urbarske tužbe), potvrđivali zaključci Male skupštine te birali poslanici za Hrvatski sabor (u pravilu dvojica). 
Malu skupštinu je činila županijska uprava, a na njoj su se rješavali tekući i hitni poslovi. Županijski sudbeni stol (sedes iudicaria ili sedria) činili su suci i prisjednici, a predsjedao im je veliki župan ili jedan od podžupana. 

## Podjela
Teritorij županije (comitatus) dijelio se na kotareve (processus), kotarevi na okruge (districtus), a okruzi na općine ili sudčije (communitates ili iudicatus). 
Križevačka županija je bila podijeljena na dva kotara:
1. Podravski
2. Prigorski,

odnosno na četiri okružja: 
- Križevačko,
- Koprivničko,
- Moslavačko,
- Novomarofsko.